# Arbella
Arbella o Arabella fue el buque insignia de la Flota Winthrop en la que el gobernador John Winthrop, otros miembros de la Compañía (incluyendo el Dr. William Gager), y puritanos emigrantes transportaron la Carta de la Colonia de la Bahía de Massachusetts de Inglaterra a Salem entre el 8 de abril y el 12 de junio de 1630, dando nacimiento a la Mancomunidad de Massachusetts. Durante esta aventura, se dice que la nave llevaba tres veces más alcohol que agua. La carta registró alrededor de 10.000 galones de vino a bordo para el suministro personal de la tripulación y sus pasajeros, y habían consumido casi todo en seis semanas. A John Winthrop se atribuye haber dado el famoso sermón "Un Modelo de Caridad Cristiana" a bordo de la nave. A bordo también fue Anne Bradstreet, primera poetisa europea en publicar desde el Nuevo Mundo, y su familia. 
El barco fue primero conocido con el nombre de Eagle, pero su nombre fue cambiado en honor de Lady Arabella Johnson, quien fue miembro de la compañía de Winthrop con su esposo Isaac. Lady Arabella era la hija de Thomas Clinton, 3er Conde de Lincoln.

## Pasajeros Notables
- Capitán John Underhill
- Los miembros de la Familia Saltonstall, Sir Richard Saltonstall.
- Los miembros de la Familia Dudley, incluyendo a Thomas Dudley
- Anne Bradstreet.
- Isaac Stearns, del cual casi todos los Stearns de América son descendientes.
- John Lawrence (1609-1667), de él descienden muchas de las familias Lawrence de Nueva Inglaterra.
- Jared Bourn (1609-1691) antepasado de los Bourns de San Francisco (Empire Mining Co.) William Bowers Bourn I (21 de junio de 1813-24 de julio de 1874) y William Bowers Bourn II, constructor de la casa de Filoli, en San Francisco. (31 de mayo de 1857-5 de julio de 1936)[5]